# Флоппинет

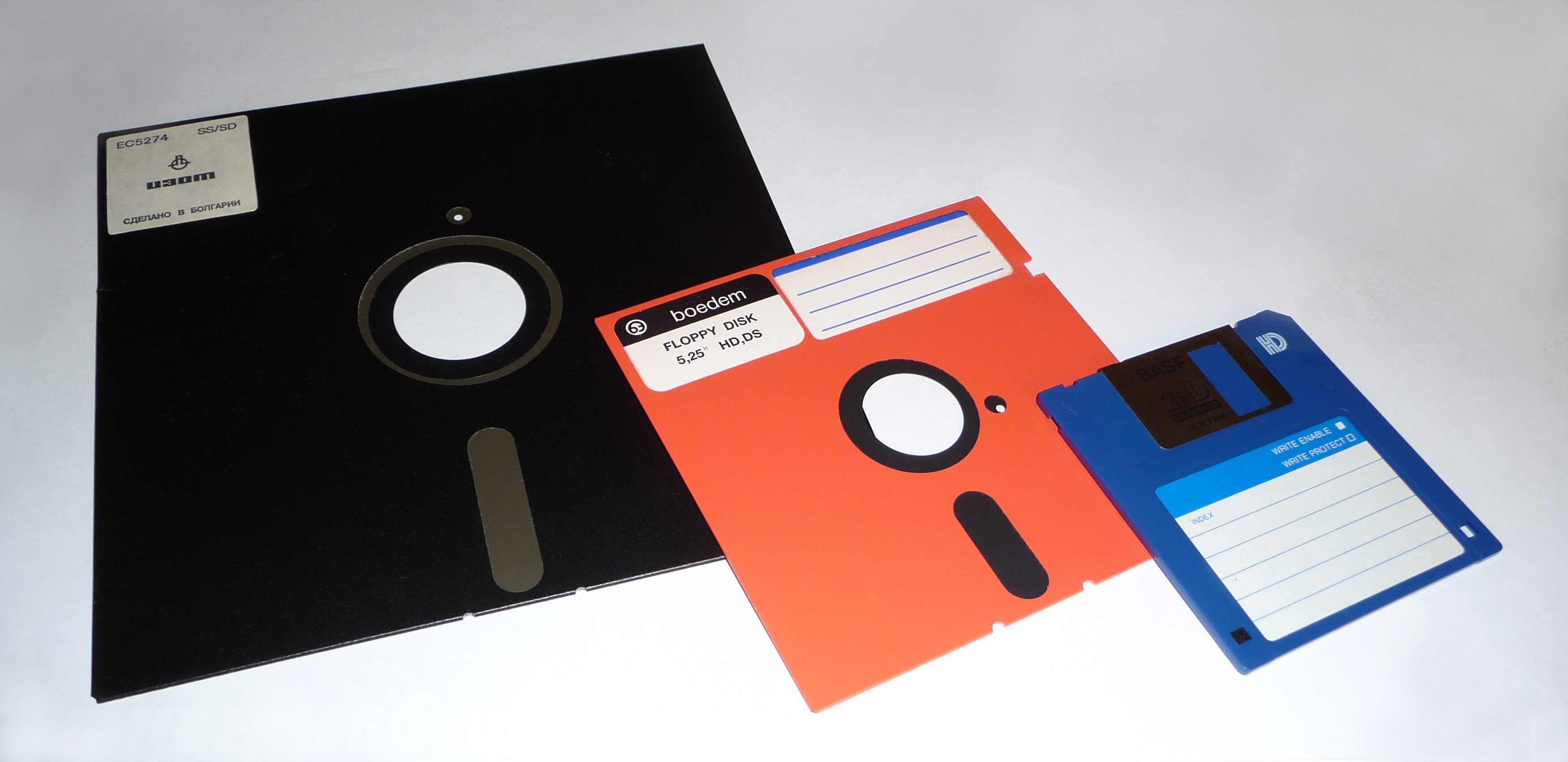
Дискеты 8", 5.25" и 3.5″

Флоппине́т («флоппи-диск»+«net») — неформальный термин, обозначающий перенос цифровой информации между компьютерами на сменных носителях (в первую очередь, флоппи-дискетах, от которых и получил своё название). Особенно часто термин применяется, если используется много носителей или делается много хо́док (сеансов переноса). Суффикс «-нет» в ироничной форме сравнивает такой способ передачи информации с подобием компьютерной сети в то время, когда использование «настоящей» компьютерной сети по каким-либо причинам невозможно (т. н. «оффлайн»). Также иногда используется термин «дискетные сети», в английском же языке закрепилось название sneakernet от слова sneakers — «кроссовки». Есть и другие народные названия, такие как train net — «поездная сеть», pigeon net — «голубиная сеть».

## История

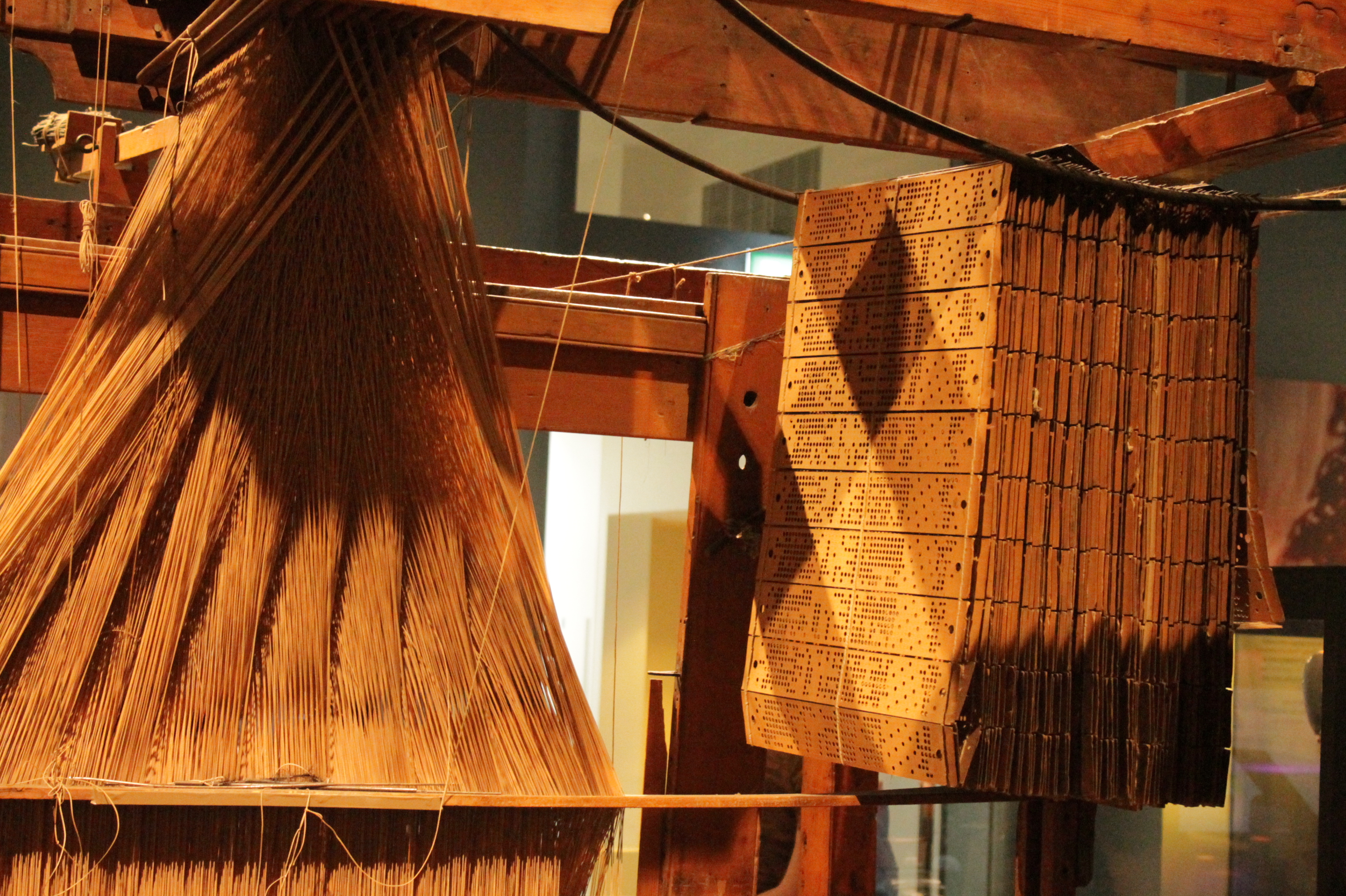
Перфокарты в жаккардовом ткацком станке

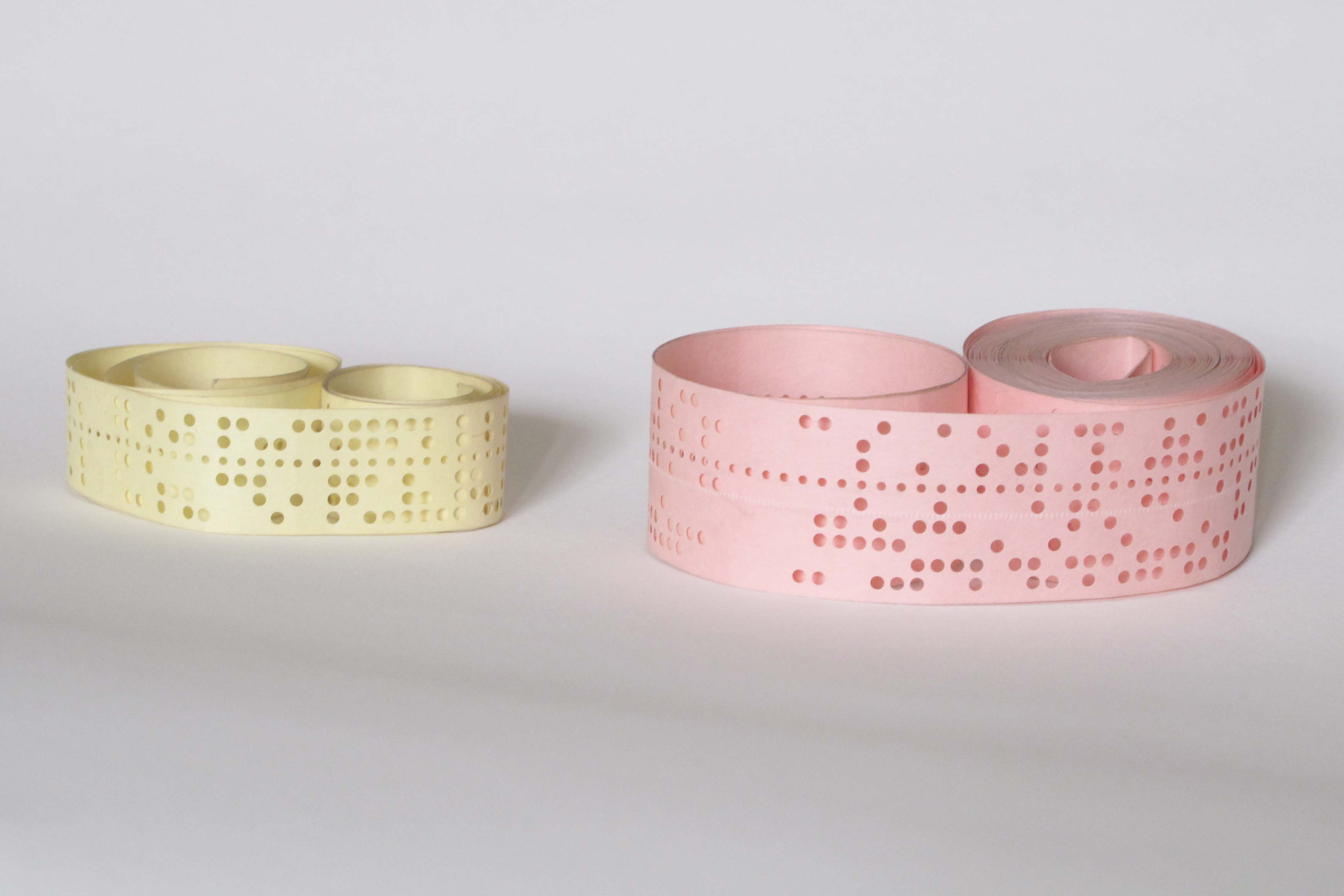
Перфолента

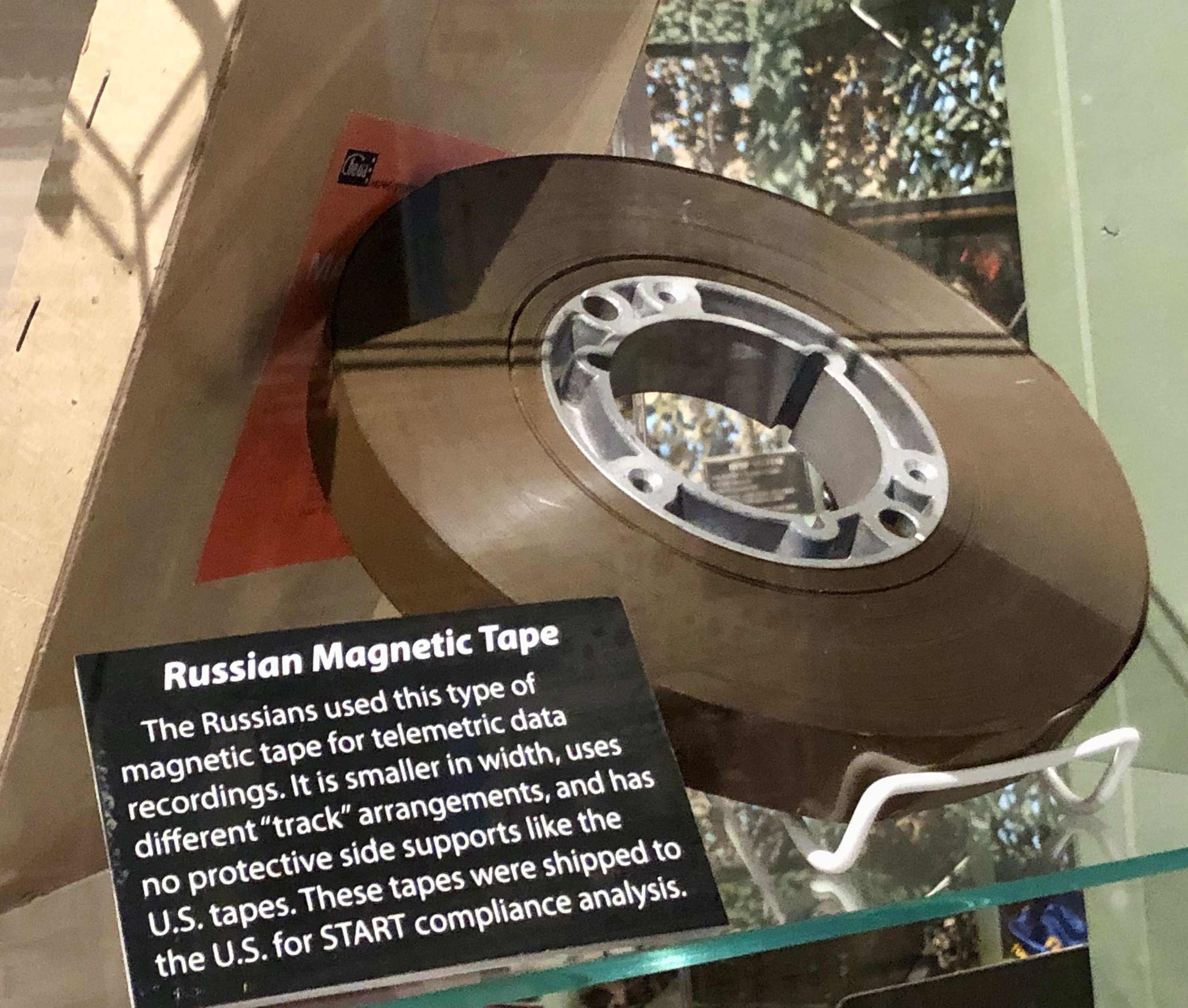
Бобина с компьютерной магнитной лентой (Национальный музей криптографии, США)

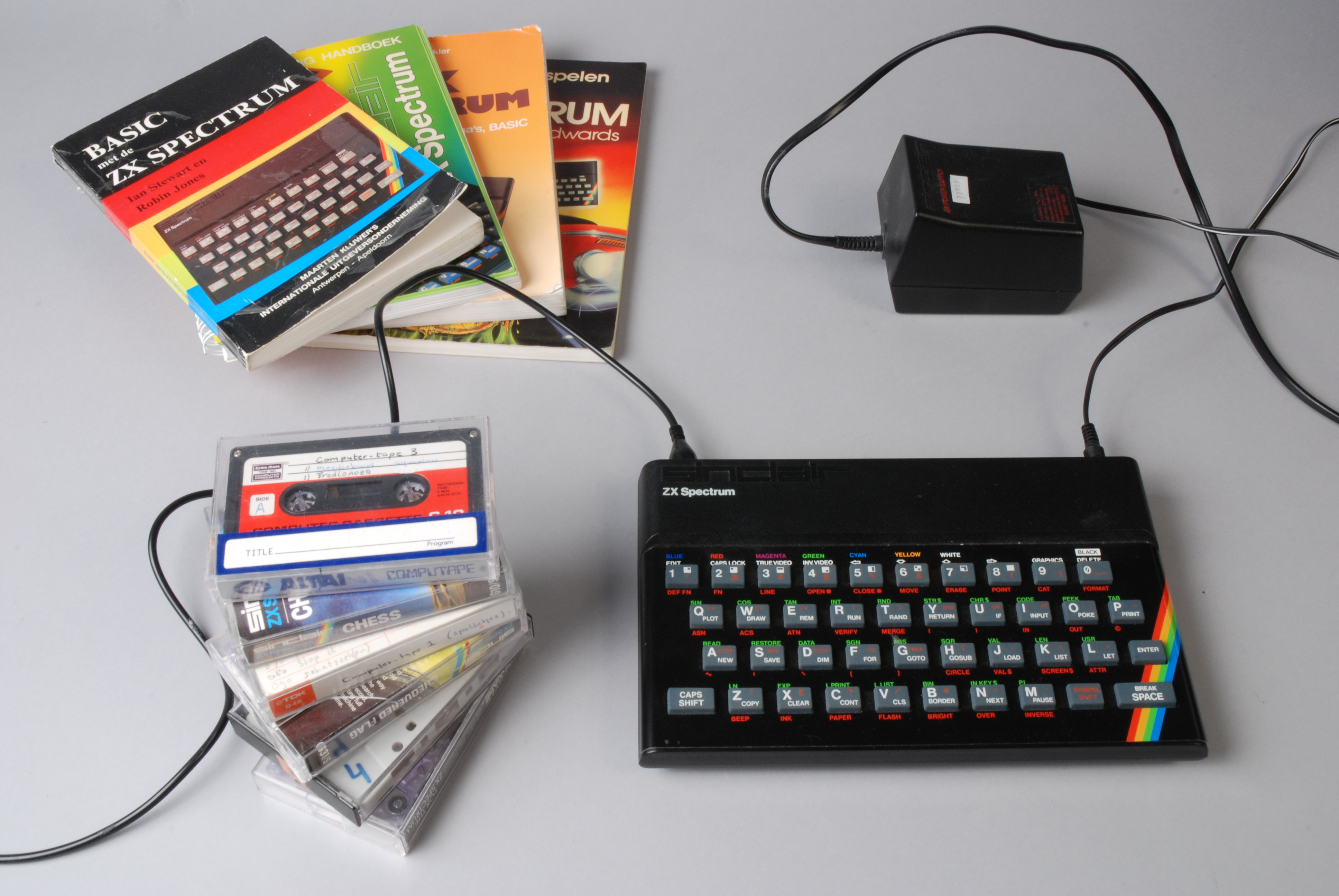
Компакт-кассеты для ZX Spectrum

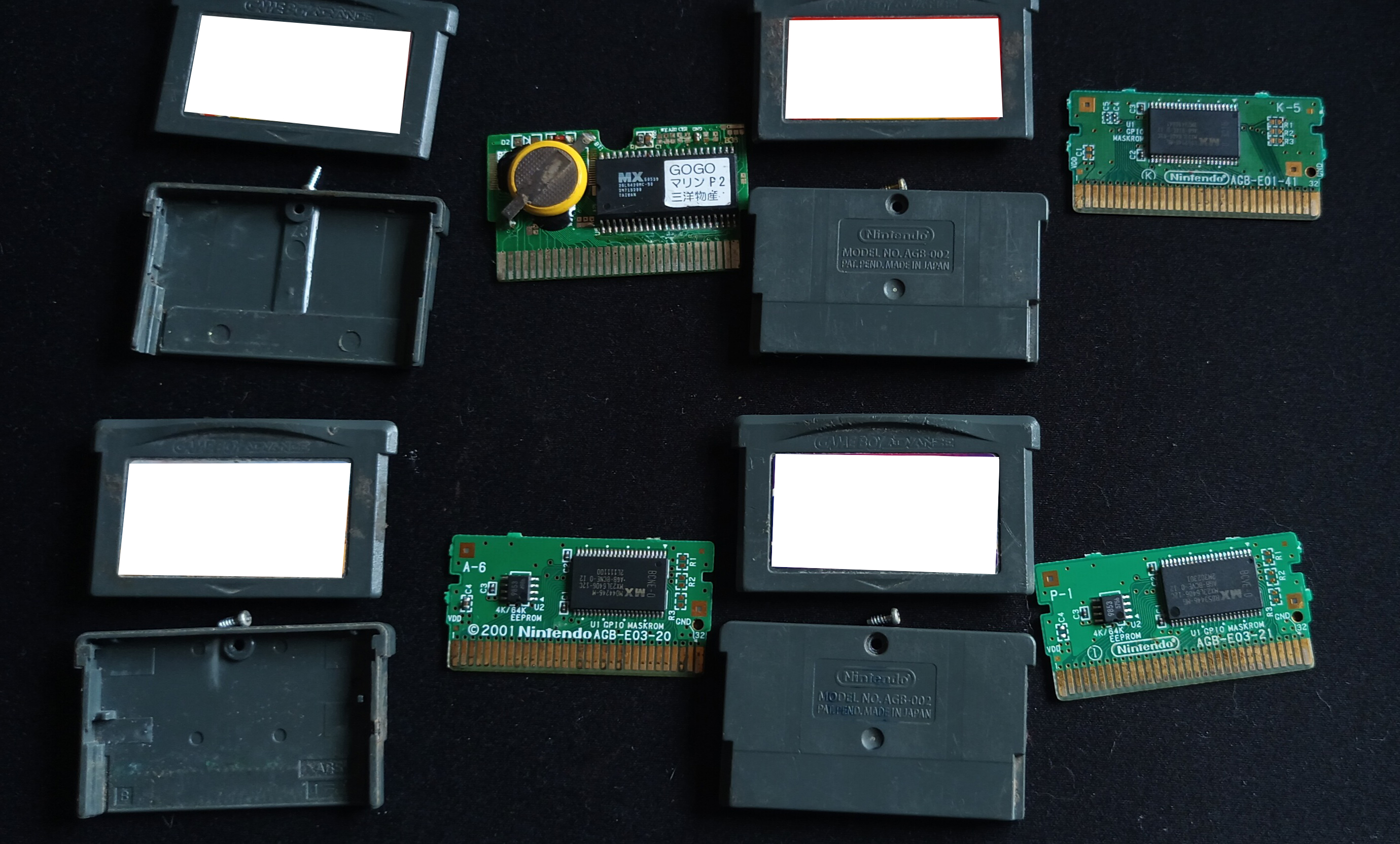
Игровые картриджи

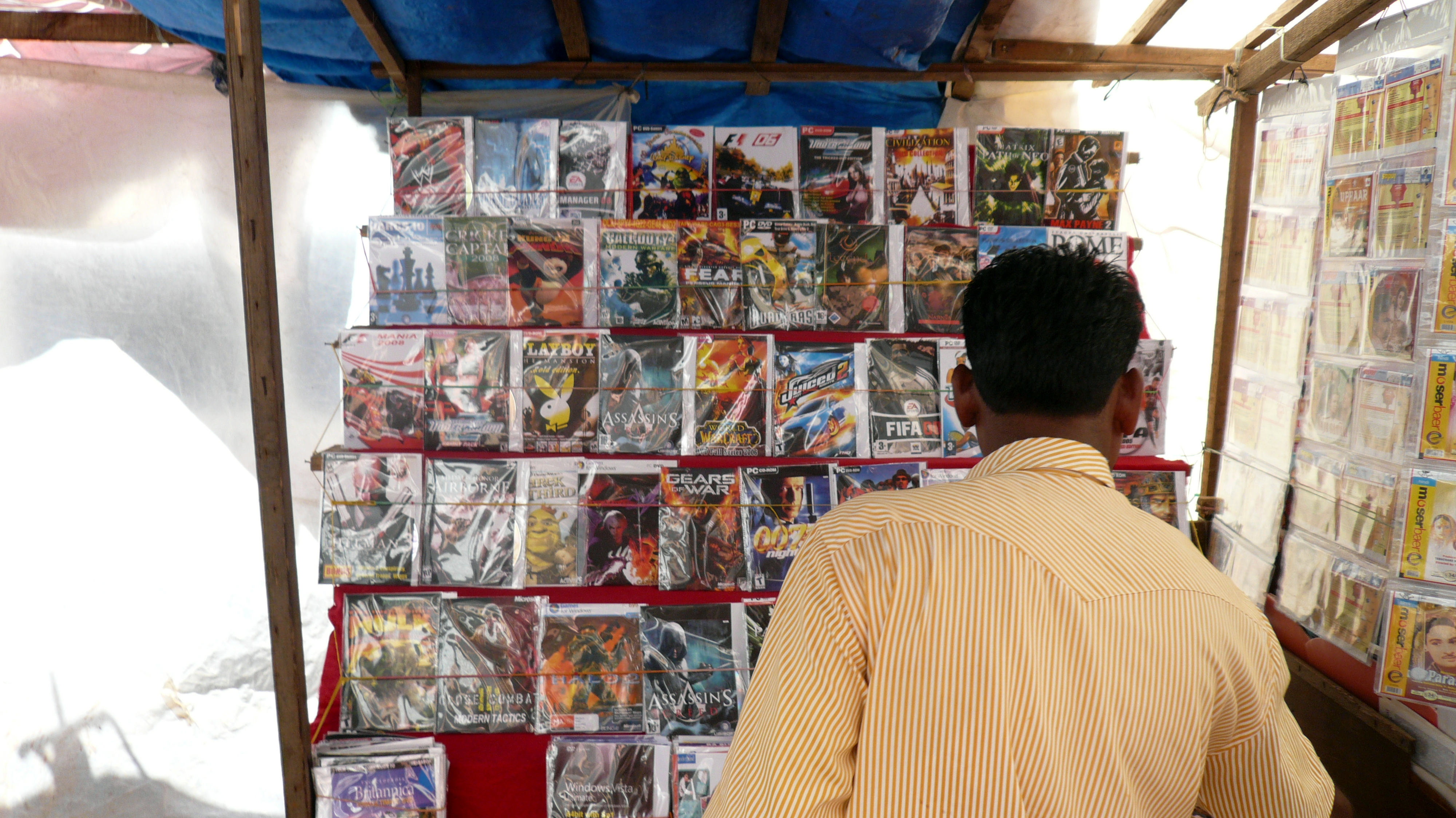
Продажа контрафактных компакт-дисков

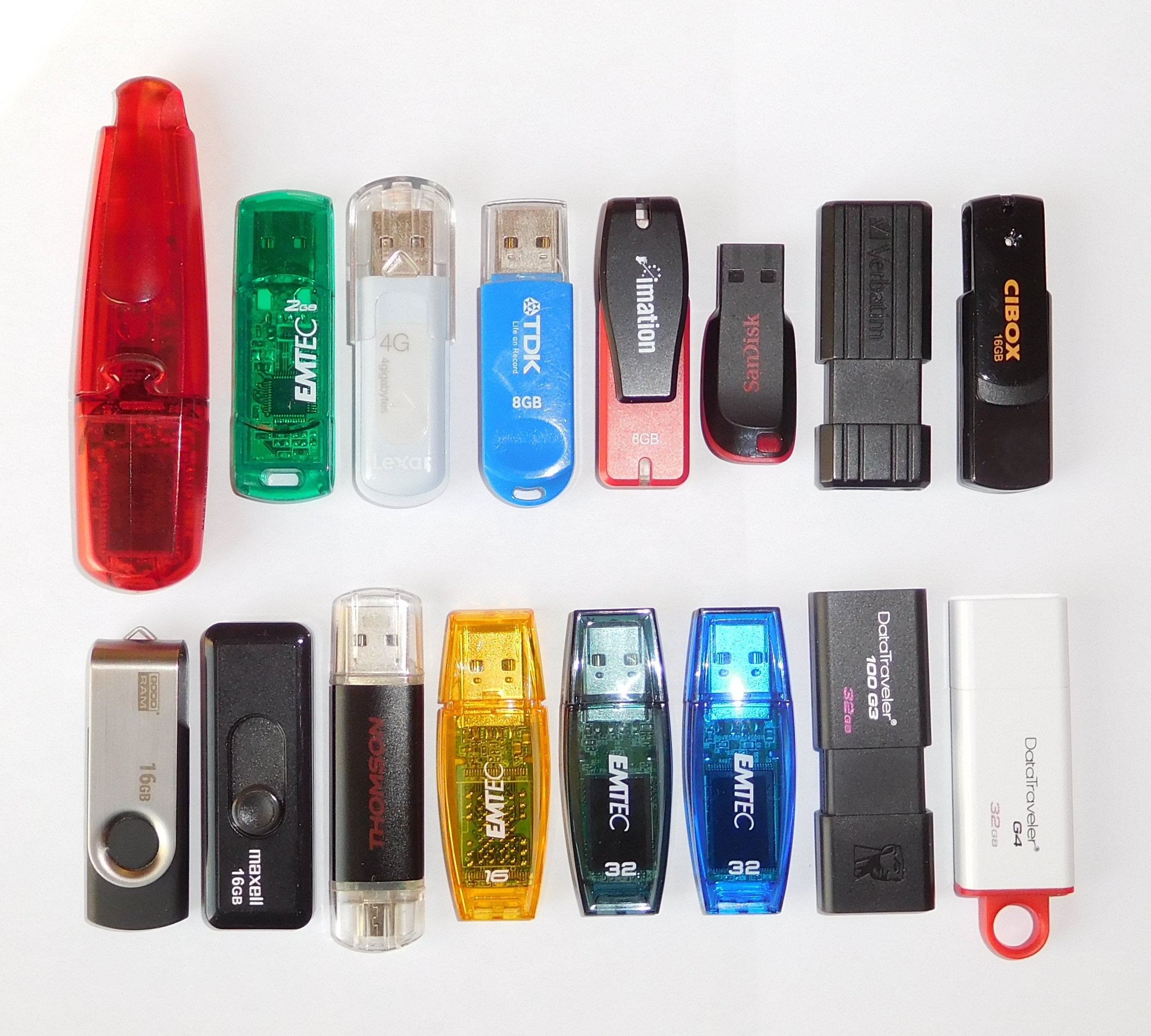
USB-флеш-накопители

Флоппинет как способ обмена информацией (равно как и сам термин «флоппинет») зародился, когда персональные компьютеры только входили в повседневную жизнь, а сетевые технологии оставались ещё недостаточно развитыми, медленными и относительно дорогостоящими. Сама концепция перемещения носителей между потребителями восходит к сетям гонцов и курьеров, почте, журналистике, книгопечатанию, самиздату и т. д. Перемещение цифровых носителей между компьютерными устройствами восходит к бумажным и пластиковым перфолентам и перфокартам, через которые передавались данные между компьютерами ранних моделей. Операторы ЭВМ в рамках служебных обязанностей перемещали эти носители между машинами, управляли процессами записи и считывания. Для считывания перфокарт использовались два метода — электромеханический (с помощью металлических прощупывающих щёток) и фотоэлектрический (с помощью фотодиодов). Некоторые операторы с больши́м опытом утверждают, что могли распознавать информацию визуально непосредственно с перфокарт. Подобной деятельностью занималось много людей в армии СССР и других стран, так как там широко использовались компьютеры в целях противоракетной обороны. Антрополог Н. Конрадова в книге «Археология русского интернета» (2022) сообщает, что в СССР было создано много машинных текстов в целях самиздата, прежде всего литературы, они распространялись на магнитных носителях, и когда начал распространяться Интернет в России, эти тексты составили основу контента зарождающегося Рунета, распространившись перед этим по Фидонету.
В позднем СССР через посредство киберкультуры ручной передачи компьютерных магнитных лент была коллективно создана операционная система ДЕМОС, задачей которой было унифицировать работу на разных моделях ЭВМ. Система фактически была клоном такой же коллективной системы UNIX, созданной на Западе ранее для решения этих же задач. Однако UNIX создавалась в условиях изначальной доступности сетей, а советским инженерам приходилось строить свои сети самостоятельно на личном энтузиазме, что в итоге привело к появлению в СССР на базе компьютеров с ДЕМОС первой массовой частной сети «Релком» союзного масштаба (частично это относится и к государственной «Академсети»). 
Научные, военные и промышленные компьютерные сети были доступны прежде всего специалистам, частные же компьютерные энтузиасты продолжали обмен данными на носителях, что привело к возникновению в СССР сообщества «Софтпанорама», посвящённого дискетному обмену, которое издавало и распространяло на дискетах одноимённый бюллетень, благодаря которому в СССР развилось сообщество программистов. В начале 1980-х в мире (в конце 1980-х в СССР) появляются доступные для частных лиц Фидонет и FTN-сети, которые способствуют дальнейшему развитию сетевой культуры, а их узлы становятся «шлюзами флоппинета», так как владельцам неподключённых компьютеров нужна была прежде всего именно информация, хранившаяся в сетях. 
В 1990-е годы ёмкость жёстких дисков увеличивалась, а основным сменным носителем до CD-RW (представлен в 1997, распространился около 2000) оставалась трёхдюймовая флоппи-дискета объёмом 1,44 мегабайта. Опытные пользователи носили стопки дискет (в стандартной коробке в розничной продаже их было 10 штук — 14 мегабайт, большие файлы делились на части архиватором), а если этого мало — делали несколько ходок. Эти хождения туда-сюда и укрепили прозвище «флоппинет». Таким образом переносилось не только ПО, но и медиафайлы, прежде всего музыка, которая качалась там, где была сеть и переносилась туда, где сети нет. На этом в частности строился бизнес по распространению контрафакта. Защищённые авторским правом новинки кинематографа и звукозаписи с помощью медианосителей похищались из студий и далее распространялись нелегально прежде всего на носителях, а с развитием сетей по ним стали переносить файлы, пригодные для распространения на носителях.

### Внутри фирм и организаций
Основным способом переноса информации между отдельными компьютерами внутри фирм и организаций (в пределах одного помещения или здания) долгое время оставались сменные носители (дискеты).
В дальнейшем, с развитием компьютерных сетей и всё более широким их применением, использование сменных носителей информации для переноса данных между компьютерами в пределах одного помещения или здания может оставаться оправданным при необходимости переноса очень больших объёмов информации, на что при ограниченной скорости ЛВС потребовалось бы слишком много времени. Для этого чаще всего используются жёсткие диски, портативность которых ранее обеспечивалась устройствами под названием «мобил-рэк», затем вошли в употребление внешние жёсткие диски.
Особо секретные файлы (например, скрытые ключи шифрования) бывает опасно передавать традиционными методами синхронизации (например, через Dropbox) — потому для них тоже может применяться флоппинет. Впрочем, такие файлы, как правило, невелики: например, сертификат шифрования в формате P12 занимает единицы килобайт.

### Между удалёнными компьютерами
До того, как глобальные сети (Интернет, Фидонет) получили достаточно широкое распространение, флоппинет оставался основным (зачастую единственно доступным) способом переноса информации между удалёнными компьютерами.
Носители информации в розничной продаже были источником распространения компьютерных игр для домашних компьютеров и другого массового ПО. Массовые производители игр и ПО продавали кассеты, дискеты, картриджи и оптические диски со своей лицензионной продукцией в розницу прежде всего жителям стран Запада. Вне стран Запада продукция как правило попадала к пользователям через оперативно возникший и стремительно разраставшийся рынок контрафактного ПО, где хакеры «взламывали» защиту западных игр от копирования и производили пакеты для распространения игр в произвольном количестве экземпляров. Прежде всего пакеты предназначались для размещения на носителях и продажи их в розницу — игры и прикладные программы часто имели большой размер в мегабайтах, и скачивание их по сетям было малодоступно. С дальнейшим развитием сетей такие пакеты стало можно скачивать по сетям и распространять в торрентах. Для жителей множества стран такой метод получения ПО долгое время был безальтернативным, в некоторых странах это актуально и сейчас. Всё это говорит о глобальном и инфраструктурно важном характере культуры «компьютерного пиратства». Эта культура, во многом порождённая необходимостью обмениваться компьютерными носителями, породила такие глобальные общественные явления как варез-сцена и, частично, демосцена.
Хакеры, занимавшиеся изготовлением пакетов со взломанными играми и программами, объединялись в «релизные группы», которые оформляли продукцию, активно снабжая её информацией о себе. Взломанное ПО (а равно и медиапродукция) упаковывалось в архивированные директории (ZIP-архивы и проч.), приспособленные к распространению через носители и через BBS. К архивам добавлялись файлы-идентификаторы, назначением которых было идентифицировать «релизы» в условиях их бесконтрольного копирования. Некоторые из «репакеров» получили мировую известность, так как их именные «релизы» популярных программ широко разошлись по миру. Пиратские релизы в торрентах и по сей день распространяются в форме, пригодной к копированию на носители.
Флоппинет породил компьютерный самиздат, отдельной разновидностью которого стал жанр самодеятельного компьютерного творчества «дискмаг». Это исполняемые программы для разных платформ домашних компьютеров, в которых содержались тексты для чтения, то есть фактически они функционировали вместо сетей и браузеров, формируя цифровую общественную культуру, приверженцы которой стимулировали проникновение Интернета в массы, порождая спрос. Архив дискмагов для ZX Spectrum можно читать в Интернете на сайте ZXPress.ru.
Однако флоппинет не терял актуальности и с первичным распространением глобальных сетей, поскольку долгое время доступ к ним осуществлялся преимущественно через телефонную сеть с помощью модемного соединения, отличительной особенностью которого является низкая скорость передачи данных и достаточно высокая стоимость. Существовали т. н. «флоппи-пойнты», которые передавали информацию ноду и обратно дискетами.
Даже сейчас, когда всё большее распространение получает широкополосный доступ в Интернет, многие интернет-провайдеры всё ещё вводят ограничения на скорость передачи данных или же берут плату за сетевой трафик, что также не даёт флоппинету уйти из повседневной жизни. Флеш-накопители и портативные жёсткие диски по-прежнему находятся в широкой продаже и интенсивно используются. Криптоофицеры ICANN хранят флеш-накопители с сертификатами, удостоверяющими управление DNS.

## Флоппинет сегодня
Термин флоппинет надёжно закрепился в обиходе, несмотря на то, что давшие ему название флоппи-диски (дискеты) уже практически не используются, а их место заняли оптические диски, «флешки» и переносные жёсткие диски.
Флоппинет остаётся всё так же актуален во многих случаях, когда, например, компьютерная сеть по каким-либо причинам недоступна или же передача требуемых объёмов данных по ней затруднена в связи со скоростными ограничениями, стоимостью, конфигурацией или повышенными требованиями к безопасности информации. Вот несколько примеров.
- Завоз цифровых фильмов в кинотеатры на жёстких дисках — по сути, флоппинет. В домашних условиях зрители записывают фильмы на флэш-носители для просмотра на бытовых телевизорах, оборудованных для этого разъёмами USB.
- В 2009 году в ЮАР была проведена полушуточная гонка: 4 гигабайта данных передали на 97 км по ADSL, автомобилем с флэшкой и голубем с MicroSD, с безоговорочной победой последнего.[6][7]
- В 2016 году компания Amazon представила AWS Snowmobile, флоппинет-мобиль, позволяющий перевозить до 100 петабайт данных в своё «облако» Amazon Web Services быстро и под охраной. Десять таких грузовиков смогут перевезти один эксабайт данных из локальных в облачные хранилища чуть меньше чем за полгода. По подсчетам компании, тот же объем данных по высокоскоростному интернету будет передаваться примерно 26 лет[8].